# Pyroraptor
Pyroraptor (nghĩa là "kẻ trộm lửa") là một chi khủng long Dromaeosauridae sống ở nơi bây giờ là miền Nam nước Pháp vào thế Phấn Trắng muộn, chúng sinh sống trong khoảng đầu kỳ Campanian và Tầng Maastricht muộn, khoảng 70.6 triệu năm về trước. Nó được biết đến với mẫu vật duy nhất tìm được tại Provence năm 1992. Loài này được Allain & Taquet mô tả khoa học và đặt tên là Pyroraptor olympius vào năm 2000.